# Воля-Брудновська
Воля-Брудновська (пол. Wola Brudnowska) — село в Польщі, у гміні Венява Пшисуського повіту Мазовецького воєводства.
Населення — 215 осіб (2011).
У 1975-1998 роках село належало до Радомського воєводства.

## Демографія
Демографічна структура станом на 31 березня 2011 року:
|          | Загалом | Допрацездатний вік | Працездатний вік | Постпрацездатний вік |
| -------- | ------- | ------------------ | ---------------- | -------------------- |
| Чоловіки | 105     | 22                 | 75               | 8                    |
| Жінки    | 110     | 22                 | 60               | 28                   |
| Разом    | 215     | 44                 | 135              | 36                   |